# Forças Armadas de Andorra
Oficialmente, o Principado de Andorra não possui forças armadas e apenas uma pequena força policial interna (com cerca de 160 agentes da polícia). Todos os homens que produzem suas próprias armas devem servir, sem remuneração, no pequeno exército, que é único em que todos os seus homens são tratados como funcionários. O exército não tem lutado por mais de 700 anos, e sua principal responsabilidade é a de apresentar a bandeira de Andorra em cerimônias oficiais.